# Jim Mattox
James Albon "Jim" Mattox, född 29 augusti 1943 i Dallas i Texas, död 20 november 2008 i Dripping Springs i Texas, var en amerikansk demokratisk politiker. Han var ledamot av USA:s representanthus 1977–1983 och Texas justitieminister 1983–1991.
Mattox utexaminerades 1965 från Baylor University och avlade 1968 juristexamen vid Southern Methodist University. Han efterträdde 1977 Alan Steelman som kongressledamot och efterträddes 1983 av John Wiley Bryant. Han efterträdde därefter Mark White som Texas justitieminister och efterträddes 1991 av Dan Morales.